# Yosmani Piker
Yosmani Piker (ur. 26 kwietnia 1987) – kubański judoka. Olimpijczyk z Pekinu 2008, gdzie zajął 21 miejsce w wadze ekstralekkiej.
Uczestnik mistrzostw świata w 2007 i 2009. Startował w Pucharze Świata w 2008 i 2009. Srebrny medalista igrzysk panamerykańskich w 2007. Zdobył trzy medale na mistrzostwach panamerykańskich w latach 2008 - 2010. 

## Letnie Igrzyska Olimpijskie 2008
| Konkurencja | Eliminacje                | Klas. końcowa |
| Konkurencja | Przeciwnik I              | Miejsce       |
| ----------- | ------------------------- | ------------- |
| 60 kg       | Howhannes Dawtian (ARM) P | 21.           |